# 倭文村 (兵庫県)
倭文村（しとおりむら）は、兵庫県三原郡にあった村。現在の南あわじ市倭文各町にあたる。

## 地理
- 山岳：感応寺山
- 河川：倭文川

## 歴史
- 1889年（明治22年）4月1日 - 町村制の施行により、庄田村・長田村・高道村・倭文村の区域をもって発足。
- 1957年（昭和32年）6月1日 - 大字倭文委文組・倭文流組・高道高組を三原町に編入。
- 1957年（昭和32年）7月1日 - 大字高道神道組の一部を三原町に編入。
- 1957年（昭和32年）7月10日 - 広田村と合併して緑村が発足。同日倭文村廃止。

## 交通

### 鉄道路線
- 淡路交通
  - 鉄道線：淡路長田駅

### 道路
現在は旧村域を神戸淡路鳴門自動車道が通過するが、当時は未開通。